# Distretto di Uliastaj
Il distretto di Uliastaj è uno dei ventiquattro distretti (sum) in cui è suddivisa la provincia del Zavhan, in Mongolia. Conta una popolazione di 15.742 abitanti (censimento 2005). 